# النادي الأدبي الثقافي بجدة
نادي جدة الأدبي، أحد الأندية الأدبية بالمملكة العربية السعودية، تشرف عليه وزارة الثقافة، دعا المؤسسان محمد حسن عواد وعزيز ضياء أدباء جدة للاجتماع مساء الاثنين 22 من جمادى الأولى عام 1395 هـ الموافق 2 يونيو عام 1975، لانتخاب رئيس وأعضاء مجلس إدارة النادي، وكانت نتائج الانتخابات فوز الأدباء حسب الترتيب أغلبية الأصوات كالتالي:
محمد حسن عواد رئيسا، عزيز ضياء نائبا لرئيس، حسن القرشي، محمود عارف، عبد الفتاح أبو مدين، محمد علي مغربي، عبد الله الفيصل، عبد الله بن سليمان الحصين، عبد الله مناع، الأمير سعود بن سعد بن عبد الرحمن. ثم انسحب بعض الأعضاء في عام 1398 هـ، فدخل في مجلس الإدارة الدكتور حسن بن يوسف نصيف، شكيب الأموي، محمد علي قدس.

## أول مجلس إدارة
في عام 1395 هـ انتخب أول مجلس إدارة للنادي، وكان الترتيب حسب التصويت كالتالي: محمد حسن عواد، عزيز ضياء، محمود عارف، عبد الفتاح أبو مدين، محمد علي مغربي، عبد الله الحصين – عبدالله مناع – الأمير سعود بن عبد الرحمن، عبد الله الفيصل، وتم انتخاب الإستاذ محمد حسن عواد رئيسا للنادي والأستاذ عزيز ضياء نائبا للرئيس بالإجماع.
في عام 1401 هـ تم تشكيل جديد لمجلس الإدارة، وذلك بعد وفاة المؤسس محمد حسن عواد، فكان كالتالي: حسن القرشي رئيسا، الدكتور عبد الله الزيد نائبا للرئيس، وعضوية كل من: أحمد بن علي المبارك، مطلق مخلد الذيابي، عبد الفتاح أبو مدين، الدكتور عبد الهادي الفضلي، الشريف منصور بن سلطان، محمد علي قدس.

## أوائل نشاطات النادي
- في السادس عشر من شهر ذي القعدة من عام 1395 هـ ألقى معالي الشيخ حسن عبد الله آل شيخ وزير المعارف محاضرة في النادي الأدبي بجدة بعنوان المرأة كيف عاملها الإسلام، وكانت فاتحة نشاطاته المنبرية.
- أول ما أصدر النادي من الكتب كتابين، صدرا في وقت واحد وفي عام واحد وهما للأديب محمد حسن عواد: محرر الرقيق والمستدرك من الطبعة الثانية لكتاب عبد الملك بن مروان عدد صفحاته 320 صفحة، قمم الألمب ديوان شعر في 50 صفحة.[2]

## مقر النادي
عند تأسيس النادي عام 1395 هـ تم استئجار فيلا بحي الشرفية بجدة في شارع الهدى (شارع محمد حسن عواد حالياً)، وقد ظلت هذه الفيلا مقرا للنادي ونشاطاته القليلة والمحدودة حتى عام 1400 هـ، حيث تنقل النادي في عدد من المقار قبل أن يستقر به المقام في مقره الحالي بحي الشاطئ طريق الكورنيش، حيث منح النادي قطعة أرض من قبل الدولة، وتم بناء المقر المقام على الأرض حالياً بتبرع رجال الأعمال وبيوت المال في جدة، ويقـع النادي في أرقى مناطق مدينة جدة الساحلية وفي موقع استراتيجي، ويعتبر هذا المقر أول كيان يبنى لنادي ادبي.

## محاضرات وندوات النادي
- محاضرة بعنوان:«صراع العقائد ومستقبل الإنسانية» 9/ 2/ 1404هـ ألقاها الدكتور المهدي بن عبود.
- محاضرة بعنوان:«جماليات القصيدة الجديدة في الشعر المعاصر» 2 /3/ 1404هـ ألقاها الدكتور عز الدين إسماعيل.
- محاضرة بعنوان:«الأدب اليمني في العصر العباسي» 5 /4 /1404هـ ألقاها الأستاذ أحمد محمد الشامي.
- محاضرة بعنوان:«اشكالية الغموض في القصيدة الجديدة» 6/ 7/ 1404هـ ألقاها الأستاذ سعيد مصلح السريحي.
- محاضرة بعنوان:«قضايا تاريخية في الجزيرة العربية قبل الإسلام» 5 /8/ 1404هـ ألقاها الدكتور عبدالرحمن الأنصاري.[4]

## انتقال المؤسسات الثقافية إلى وزارة الإعلام
في عام 1426 هـ انتقلت المؤسسات الثقافية إلى وزارة الإعلام السعودية، ومن ضمنها الأندية الأدبية، فكان من مبادراتها إعادة تشكيل مجالس الأندية الأدبية في المملكة العربية السعودية، عند ذلك بادر أعضاء مجلس الإدارة بنادي جدة الأدبي الثقافي جميعا بتقديم استقالة جماعية، كأول نادي يمارس هذا السلوك، وتشكلت الإدارة الجديدة تعيينا من الوزارة، ومن ثم تم اختيار الدكتور عبد المحسن القحطاني رئيسا جديدا للنادي، وعضوية كل من الدكتور حسن النعمي المسؤول الإداري، الأستاذ أحمد قران الزهراني المسؤول المالي، الدكتور عاصم حمدان، الدكتور يوسف العارف، الدكتور سامي المرزوقي، الأستاذ عبده خال، الأستاذ سحمي الهاجري، الأستاذ جميل فارسي.

## نشاطات النادي
يقوم النادي منذ تأسيسه بأنشطة منبرية متعددة، وعناية بطباعة الإنتاج الفكري والأدبي من إبداعات ودراسات في كافة فنون المعرفة، فإلى جانب النشاط المنبري التقليدي من محاضرات وأمسيات شعرية وقصصية، وينظم النادي فعالية سنوية تحت مسمى ملتقى قراءة النص الذي أنجز 20 دورة حتى الآن، ابتداء من عام 1420 هـ الموافق 2000، وأسس النادي عدة ورش نقدية في فترات مختلفة تنهض بتدارس الأعمال الإبداعية سواء بغية الوقوف على جمالياتها وقراءة مضامينها على ضوء المستجدات الإبداعية والنقدية، وأسس النادي أيضا ملتقى جماعة حوار، وذلك بالتركيز على تناول الأعمال الإبداعية ضمن محاور نقدية متاحة للمهتمين من الجنسين دون الاكتفاء بالمختصين، وافتتح النادي في عام 2003 صالة للسيدات للمشاركة في فعالياته عبر الدائرة التلفزيونية، وللنادي ستة ملتقيات سنوية هي : ملتقى جماعة حوار، ملتقى قراءة النص، ملتقى الشعر، منتدى رواق السرد، ملتقى الفنون البصرية، ملتقى الشباب. وللنادي خمس مجلات دورية هي : مجلة علامات في النقد، مجلة الراوي، مجلة جذور، مجلة نوافذ، مجلة عبقر.
في 7 فبراير 2024م احتفل النادي  بمرور خمسين عامًا على تأسيسه تزامناً مع فعاليات الدورة العشرين من "ملتقى قراءة النص".

## أنظر أيضاً
- الأندية الأدبية السعودية
- نادي جازان الأدبي
- نادي أبها الأدبي

## وصلات خارجية
- ورشـة «نغم الحرف» بنـادي جدة الأدبـي.